# 北京百盛购物中心

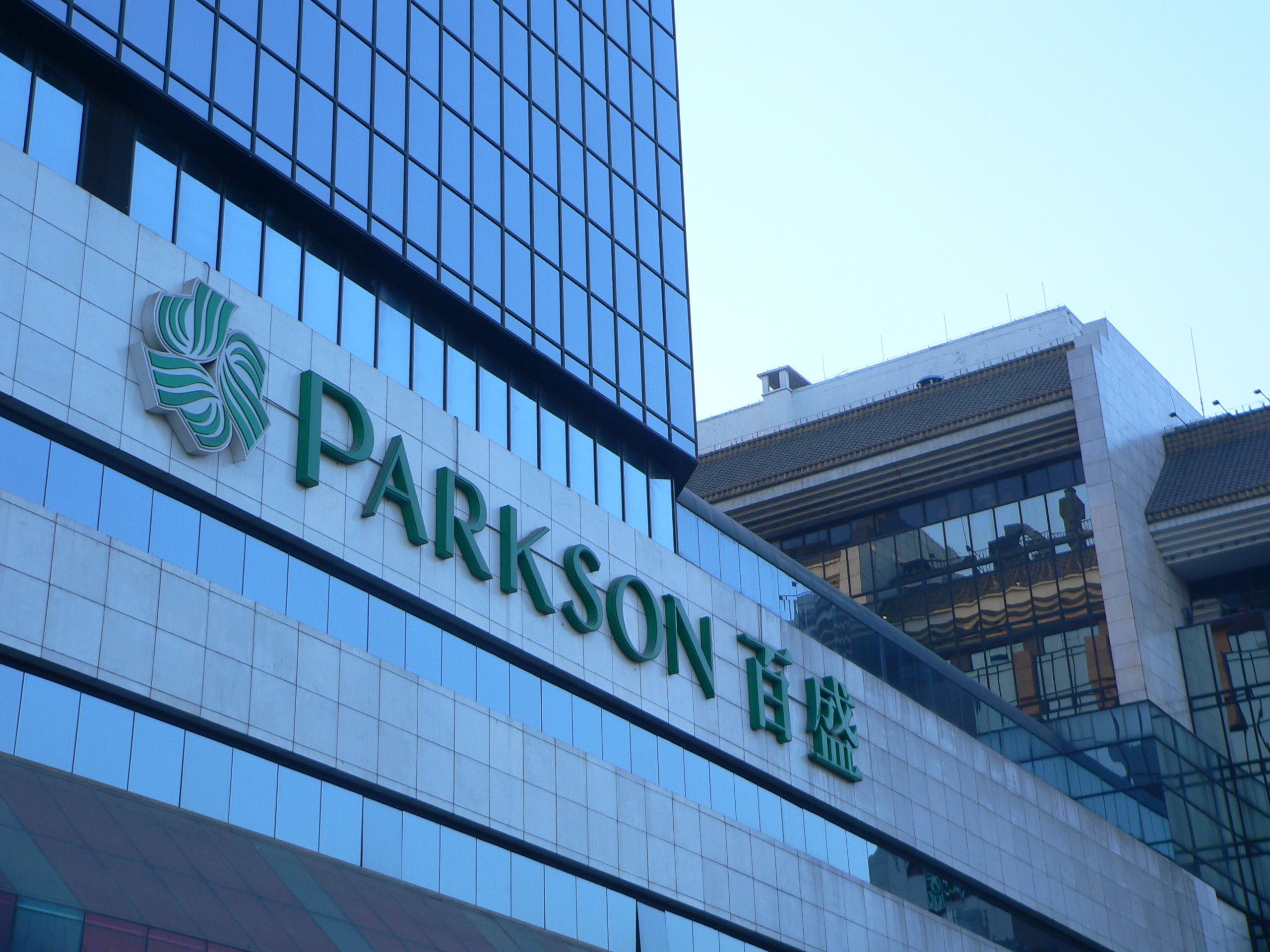
北京百盛购物中心。图左为二期，图右为一期，中间为横跨成方街的连廊

北京百盛购物中心位于北京市西城区复兴门内大街，紧邻复兴门桥，是一家大型购物中心，是百盛在北京所曾开设9家门店仅剩的1家（复兴门店）。。

## 历史
1993年6月，马来西亚总理在中国工艺美术馆大楼出席了马来西亚在华投资的多个项目的签字仪式，其中包括了中外合作的百盛商场项目。1994年3月26日，北京百盛购物中心开业，并开始盈利。1998年5月，百盛二期兴建于百盛一期（即原中国工艺美术馆大楼）北侧，两期建筑之间用连廊连接，横跨成方街。